# Doriopsilla
Genre
Doriopsilla est un genre de  nudibranches de la famille des Dendrodorididae.

## Liste d'espèces
Selon World Register of Marine Species (25 novembre 2018) :
- Doriopsilla albopunctata (J. G. Cooper, 1863)
- Doriopsilla areolata Bergh, 1880
- Doriopsilla aurea (Quoy & Gaimard, 1832)
- Doriopsilla bertschi Hoover, Lindsay, Goddard & Valdés, 2015
- Doriopsilla capensis Bergh, 1907
- Doriopsilla carneola (Angas, 1864)
- Doriopsilla ciminoi Ávila, Ballesteros & Ortea, 1992
- Doriopsilla davebehrensi Hoover, Lindsay, Goddard & Valdés, 2015
- Doriopsilla debruini Perrone, 2001
- Doriopsilla elitae Valdés & Hamann, 2008
- Doriopsilla espinosai Valdés & Ortea, 1998
- Doriopsilla evanae Ballesteros & Ortea, 1980
- Doriopsilla fulva (MacFarland, 1905)
- Doriopsilla gemela Gosliner, Schaefer & Millen, 1999
- Doriopsilla janaina Er. Marcus & Ev. Marcus, 1967
- Doriopsilla miniata (Alder & Hancock, 1864)
- Doriopsilla nigrocera Yonow, 2012
- Doriopsilla nigrolineata Meyer, 1977
- Doriopsilla pallida Bergh, 1902
- Doriopsilla peculiaris (Abraham, 1877)
- Doriopsilla pelseneeri d'Oliveira, 1895
- Doriopsilla rowena Er. Marcus & Ev. Marcus, 1967
- Doriopsilla spaldingi Valdés & Behrens, 1998
- Doriopsilla tishae Valdés & Hamann, 2008

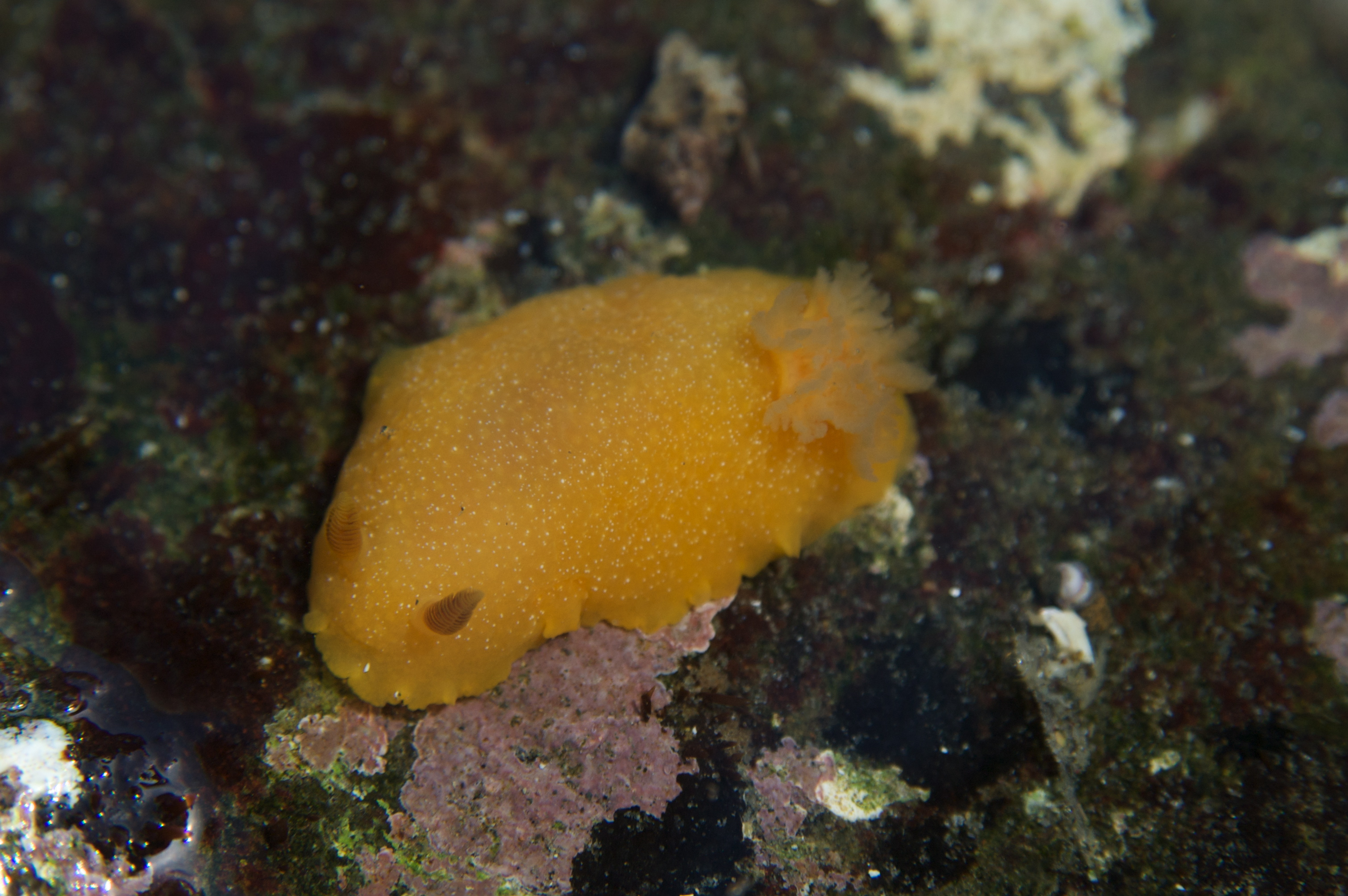
Doriopsilla albopunctata
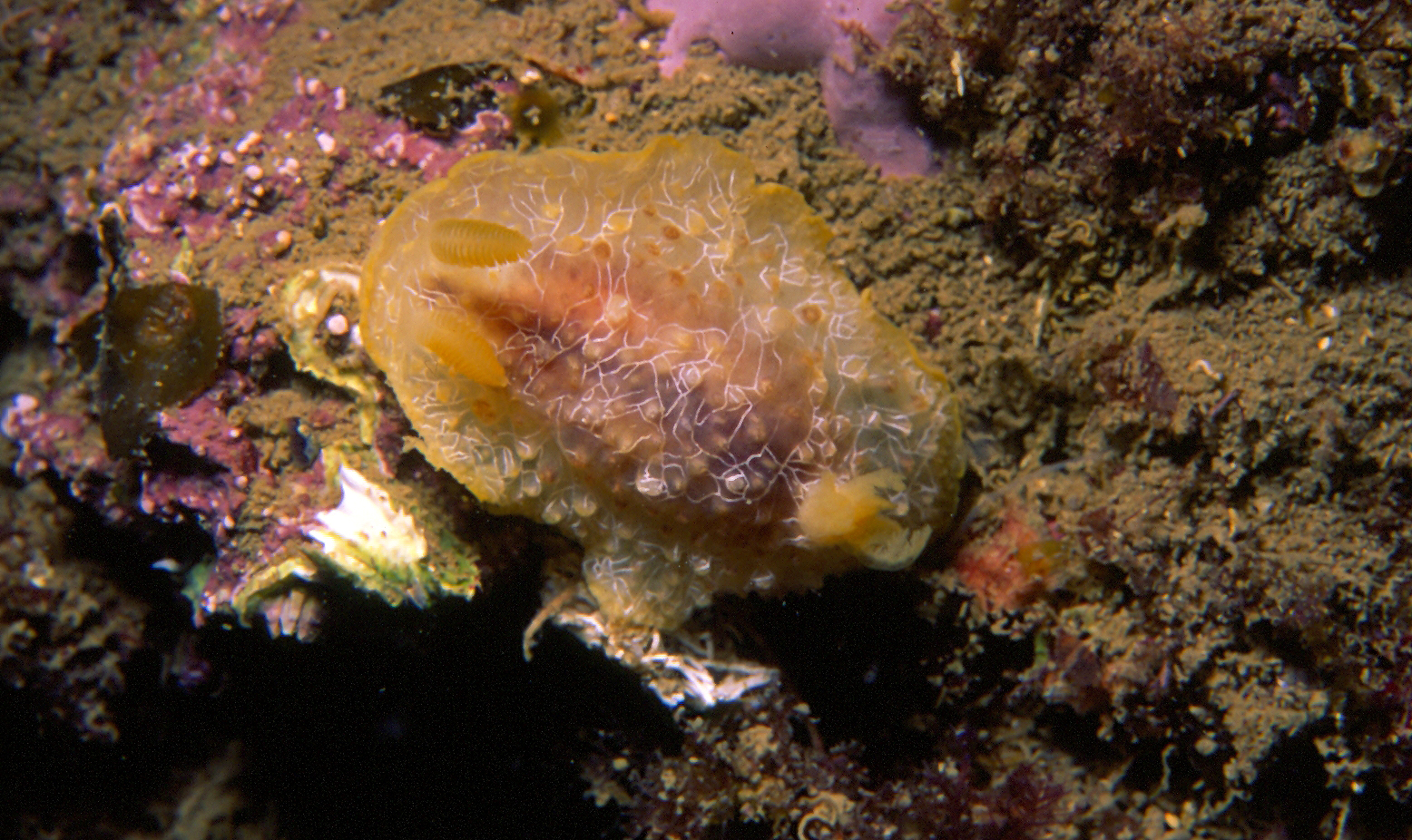
Doriopsilla areolata
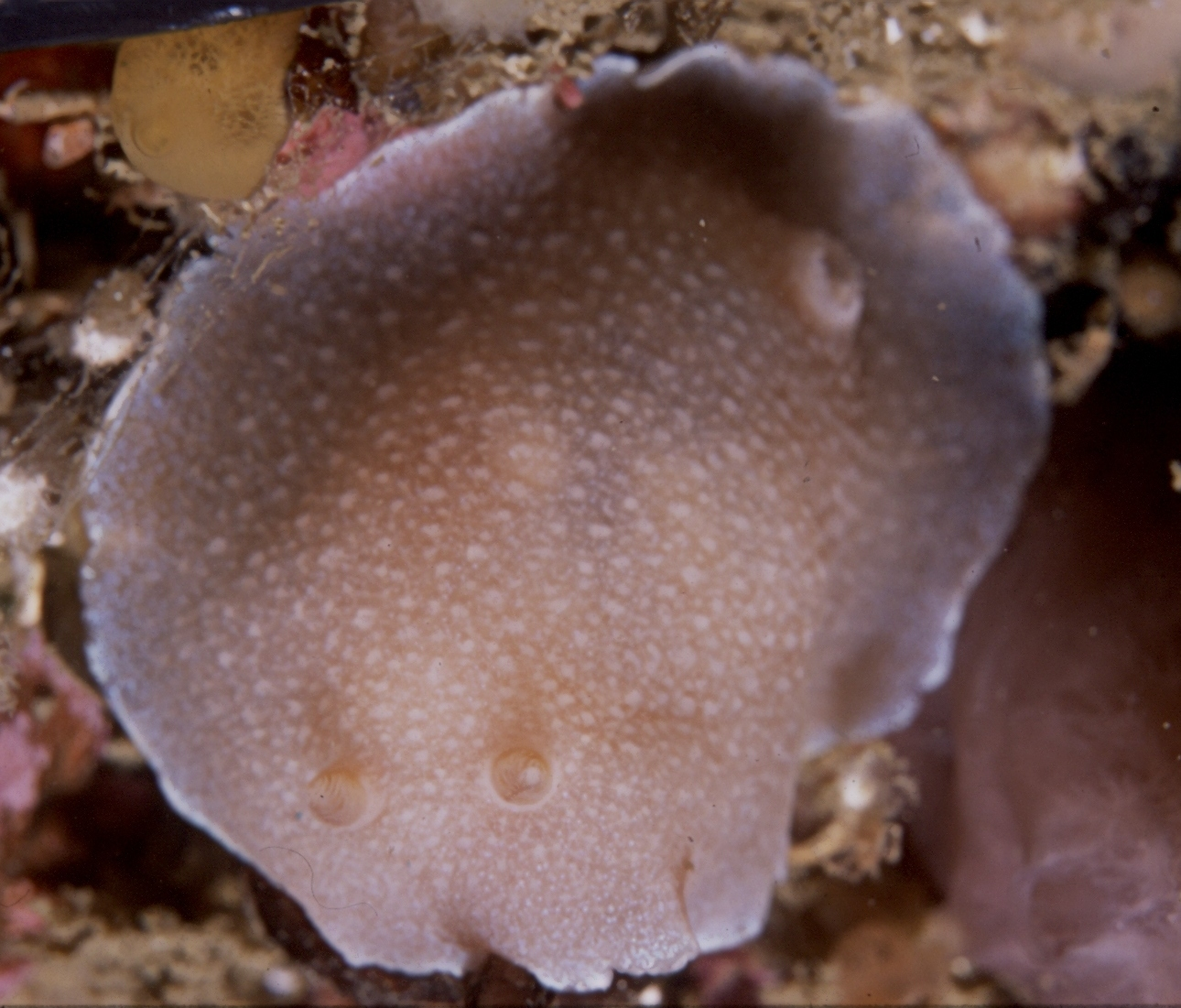
Doriopsilla capensis
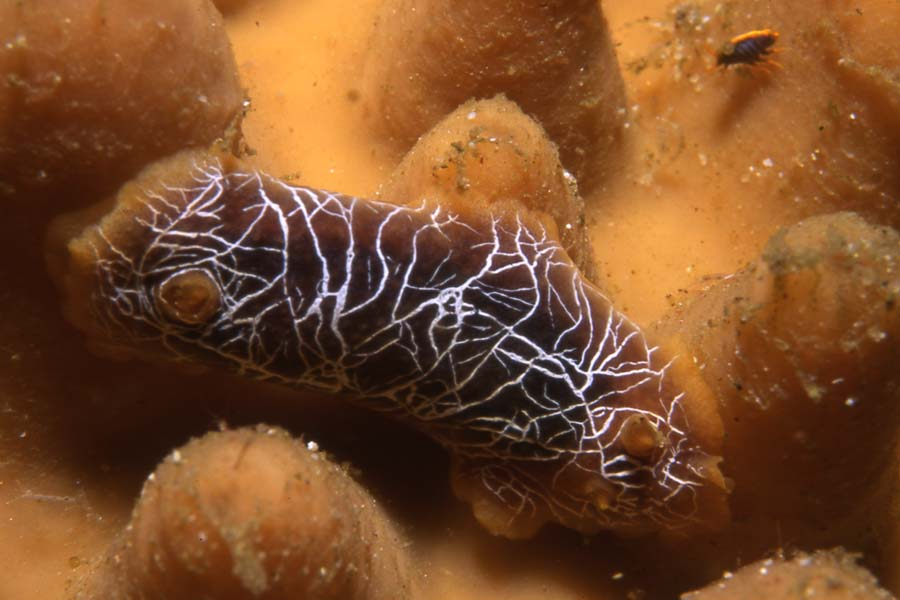
Doriopsilla miniata